# アイドルソロクイーンコンテスト
アイドルソロクイーンコンテストは、2014年より毎春に行われている、日本各地のソロアイドル日本一を決定する大会である。ソロアイドルの「春の本場所」よも呼ばれている。アイドル活動により収入を得ているプロのアイドル歌手なら誰でも参加OK。メジャー、インディーズ不問。ユニットからの参加可。主催はアイドルソロクイーンコンテスト実行委員会。3ヶ月にわたり全国で地区予選が開催される。準決勝および決勝ブロックは都内のホールで開催される。2017年から派生コンテストとして年末に歌が1番うまいアイドルを決める『アイドルベストシンガーコンテスト』も開催されている。

## 概要
アイドルソロクイーンコンテストは、グループアイドル全盛のなかでソロの実力ナンバー１を決める2014年から始まった大会。注目度アップにともない2016年より、北海道、関東、関西、九州での地区予選を開催。地方予選・準決勝・決勝への勝ち上がり方式となった。
第1回大会は2014年3月23日に東京渋谷・伝承ホールで開催され出場選手は21名。初回のみ「日本アイドルソロクイーンコンテスト」の名称で大会を開催した。第2回大会は2015年3月7日に北沢タウンホールで開催され出場選手は99名。予選ブロック上位2名の選手が本選へ勝ち上がる方式となった。第3回大会より全国の地方予選大会が開催され、各予選ブロックの上位選手が東京で開催される準決勝へ勝ち上がる方式となった。第4回大会より外国人選手のエントリーもはじまった。ソロクイーンということで、第１回大会よりすでにQUEENの楽曲をBGMとして使用している。

## 歴史
- 2014年、第1回目大会開催。参加選手21名。

大会は3月23日のみ、伝承ホールで開催。初代クイーンに 井水優菜＜逆に、ゆうちゃんバンド(元 百花繚蘭)＞が輝く。
- 2015年、第2回目大会開催。参加選手99名。

大会は3月7日のみ、北沢タウンホールで開催。2代目クイーンに 岡崎みさと＜メグリアイ＞が輝く。
- 2016年、第3回目大会開催。参加選手175名。予選会は1月から2月まで北海道・関東・関西・九州で開催。決勝大会は2月21日、なかのZEROホールで開催。3代目クイーンに 菅沼茉祐＜ピンク・ベイビーズ＞が輝く[4][5][6][7]。

- 2017年、第4回目大会開催。参加選手255名。予選会は3月から5月まで北海道・東北・関東・中部・関西・九州で開催。今大会から【決勝歌1位】【決勝ダンス1位】にも表彰と特典を授与

決勝大会は5月7日、渋谷さくらホールで開催。4代目クイーンに KANA＜Chu-Z＞が輝く。
- 2017年10月、歌が一番うまいアイドルを決める『第1回アイドルベストシンガーコンテスト』が派生コンテストとして開催。参加選手98名。北島彩夏＜乙女の純情＞が優勝[9]。
- 2018年、第5回目大会開催。予選会は3月から5月まで北海道・東北・関東・中部・関西・中国四国・九州で開催。

決勝大会は5月5日、渋谷さくらホールで開催。5代目クイーンに 西田早希が輝く。
- 2018年12月、歌が一番うまいアイドルを決める『第2回アイドルベストシンガーコンテスト』が派生コンテストとして開催。参加選手80名。深川史那が優勝[11]。
- 2019年、第6回目大会開催。予選会は3月から5月まで北海道・東北・関東・中部・関西・九州で開催。中国・四国予選は中止となる。

決勝大会は5月5日、渋谷さくらホールで開催。6代目クイーンに 瀬奈ジュリ＜143∽＞が輝く。
- 2019年11月、歌が一番うまいアイドルを決める『第3回アイドルベストシンガーコンテスト』が派生コンテストとして開催。小室あいか（HIGH SPIRITS）が優勝。
- 2020年、第6回目大会開催。4月に開催予定であったが、社会的事情により7月に延期となる。また、会場も聖地である渋谷・さくらホールから王子北とぴあ・さくらホールに変更になる。7代目クイーンに、5度目の出場で森かのんが輝く。
- 2021年3月、歌が一番うまいアイドルを決める『第4回アイドルベストシンガーコンテスト』が派生コンテストとして開催。瀬谷吏主夢（LOVE SPEARS）が優勝。

## 参加資格・ルール
- プロのアイドル歌手であること（プロのアイドル歌手とは、アイドル歌手活動をして多少なりとも収入を得ている人）
- 歌は持ち歌は不可。他のアイドルのカバーを歌います。曲のジャンルは何でも可
- 地区予選・準々決勝・準決勝は自由選曲でワンコーラス（1番）のみ
- 決勝は、自由選曲でフルコーラスを歌唱。予選、準決勝と同じ歌でも違う歌でも可
- 審査項目は5つ。『歌唱力』『ダンス』『ビジュアル』『パフォーマンス』『特別審査部門』
- 優勝者は必ず翌年の大会も出場しなければいけない。ただし地方予選は免除

## 大会結果
| 回 | 年     | 優勝                                           | 準優勝                        | 3位                         | 決勝歌1位             | 決勝ダンス1位                         | 部門賞                                                                                        |
| -- | ------ | ---------------------------------------------- | ----------------------------- | --------------------------- | --------------------- | ------------------------------------- | --------------------------------------------------------------------------------------------- |
| 1  | 2014年 | 井水優菜 逆に、ゆうちゃんバンド（元 百花繚蘭） | Ritsuka                       | 大島はるな                  |                       |                                       |                                                                                               |
| 2  | 2015年 | 岡崎みさと メグリアイ                          | 成沢舞香 ケミカルリアクション | 姫里綾美 FUNKASTIC☆JAM      |                       |                                       |                                                                                               |
| 3  | 2016年 | 菅沼茉祐 ピンク・ベイビーズ                    | 二木蒼生 こけぴよ             | 上野天音 キャラメル☆リボン  |                       |                                       |                                                                                               |
| 4  | 2017年 | KANA Chu-Z                                     | Miu Dancing Dolls             | 菅沼茉祐 ピンク・ベイビーズ | 葉月あすか            | 愛桃千尋 Culumi                       |                                                                                               |
| 5  | 2018年 | 西田早希                                       | KANA Chu-Z                    | 朝丘初 Le Siana             | ましろさくら          | 鵜川あすか おはよう！もきゅれーしょん |                                                                                               |
| 6  | 2019年 | 瀬奈ジュリ 143∽                                | Nao+                          | 西田早希                    | Nao+                  | 瀬奈ジュリ 143∽                       | ビジュアルポイント得点王：橋田ローズ美祐（Nゼロ） 最優秀団体賞：143∽                          |
| ７ | 2020年 | 森かのん フルーティー                          | 心乃音 COLORLESS              | Nao+                        | 森かのん フルーティー | 心乃音 COLORLESS                      | ビジュアルポイント得点王：橋田ローズ美祐（Nゼロ）※2年連続、茜もえ（じーくらむ！）、山口愛悠伽 |
| 8  | 2021年 | 山本かれん Try me                              | 森かのん                      | Nao+                        | 森かのん              | 森かのん                              | ビジュアルポイント得点王：MOMOHA（Marble Angel）                                              |
| 9  | 2022年 | 佐野るか ai*ai                                 | 西原悠桜 BLACK︎✝OSE            | 高田詩織                    | 西原悠桜 BLACK︎✝OSE.   | 山本かれん Try me                     | ビジュアルポイント得点王：佐野るか（ai*ai）                                                   |
| 10 | 2023年 | Nao+                                           | 高田詩織                      | MOMOHA                      | Nao+                  | 星宮ほのか Secret School              | ビジュアルポイント得点王：MOMOHA 集客特別賞：早乙女ゆあ（Pink Tiara）                         |

### アイドルベストシンガーコンテスト
| 回 | 日付                | 会場             | 優勝                    | 準優勝                      | 3位                         |
| -- | ------------------- | ---------------- | ----------------------- | --------------------------- | --------------------------- |
| 1  | 2017年10月8日       | 渋谷伝承ホール   | 北島彩夏 乙女の純情     | 森かのん フルーティー       | 白浜海未                    |
| 2  | 2018年12月23日      | 王子つつじホール | 深川史那                | 小室あいか HIGH SPIRITS     | 斎藤綾子                    |
| 3  | 2019年11月30日      | 渋谷伝承ホール   | 小室あいか HIGH SPIRITS | Nao+                        | 智本莉加                    |
| 4  | 2021年3月20日、21日 | 渋谷伝承ホール   | 瀬谷吏主夢 LOVE SPEARS  | RISA                        | ミコ 三日月スナイパー       |
| 5  | 2023年1月9日        | 四谷区民ホール   | Nao+                    | 小島菜々海                  | 白土愛真 ゼロサンクチュアリ |
| 6  | 2024年2月4日        | 渋谷伝承ホール   | 渡辺ひめか              | 星名うた ゼロサンクチュアリ | 中村舞彩 Lv.VILLAINS        |

## 主な記録
- 最多戴冠記録：なし
- 最年少戴冠記録：16才・森かのん
- 最年長戴冠記録：23才・KANA／瀬奈ジュリ

## 入賞特典
- 優勝賞品 ①ラジオ特番出演  ②ハワイ旅行  ③都内有名レコードショップ店頭大型ビジョン1週間使用権贈呈  そのほか豪華賞品が多数贈呈されます。
- 2位賞品  ①海外旅行2泊3日の旅  ②ラジオ特番出演
- 3位賞品  ①ラジオ特番出演
- そのほか表彰タイトル  決勝歌1位  決勝ダンス1位  ビジュアルポイント1位

## レギュラー放送
- フジテレビ・地上波音楽番組 ※決勝ダイジェスト
- ラジオNIKKEI ※大会特別番組

## スタッフ
- 主催：アイドルソロクイーンコンテスト実行委員会
- 協賛：㈱USEN、新星堂、タワーレコード渋谷店、TSUTAYA三軒茶屋店、CD&DLでーた編集部 ほか
- 放送：フジテレビ、ラジオNIKKEI ほか
- 大会テーマ曲：「ダンシング・クイーン」ABBA
- エンディングテーマ：「オリンピア」 セルジオ・メンデス

※70〜80年代のアメリカンポップスが場内音楽で使用される。ソロクイーンにちなんでQUEENの楽曲も随所で使用されている。
※第5回大会より入場テーマ曲がオリジナルのものが使用されるようになった。
- 制作・技術：（株）カンドウ
- 協力：日本ご当地アイドル活性協会
- 制作協力：WORLD PRESS